# Kawartha Lakes (sjöar)
Kawartha Lakes är sjöar i Kanada.   De ligger i provinsen Ontario, i den sydöstra delen av landet, 240 km väster om huvudstaden Ottawa. Kawartha Lakes ligger 252 meter över havet.
Runt Kawartha Lakes är det ganska glesbefolkat, med 47 invånare per kvadratkilometer.